# Ouwerkerk
Ouwerkerk (Zeeuws: Ouwerkaarke) is een dorp in de gemeente Schouwen-Duiveland, in de Nederlandse provincie Zeeland, met 580 inwoners, per 1 januari 2023. Tot 1961 was Ouwerkerk een zelfstandige gemeente. Daarna maakte het tot 1997 deel uit van de gemeente Duiveland.

## Geschiedenis
Ouwerkerk is het oudste dorp van het voormalige eiland Duiveland, misschien al gesticht in de elfde eeuw. Het dorp kreeg zijn naam nadat ook in Nieuwerkerk een kerk was gebouwd. De naam van Ouwerkerk voor deze nieuwe kerk gebouwd werd, is niet bekend.
De middeleeuwse toren van de kerk, oorspronkelijk gewijd aan Geertruid, werd in 1945 opgeblazen door Duitse troepen, waarbij ook de kerk zelf zwaar beschadigd raakte. Na afloop van de Tweede Wereldoorlog werden de restanten van de kerk en toren afgebroken. In 1956 werd een nieuwe kerk gebouwd, in 1957 werd de losstaande toren voltooid.
Tijdens de Watersnood van 1953 werd Ouwerkerk zwaar getroffen: één op de zes inwoners kwam om. Ook veel gebouwen, waaronder een houten achtkante korenmolen, gingen verloren. De bres in de dijk bij Ouwerkerk was in de nacht van 6 op 7 november 1953 de laatste die gedicht werd. In de vier caissons die werden gebruikt voor de sluiting van de dijk is sinds 2001 het Watersnoodmuseum gevestigd. Op 6 november 2003, vijftig jaar na de sluiting, werden ze tot Nationaal Monument Watersnood 1953 verklaard. Bij de 50-jarige herdenking van de Ramp bezocht koningin Beatrix het dorp. Ze onthulde een Watersnoodmonument, ontworpen door Gust Romijn.
Door de watersnoodramp van 1953 werd veel landbouwgrond in de nabijheid van Ouwerkerk ongeschikt voor de landbouw. De watersnoodramp zorgde namelijk voor het ontstaan van kreken. Deze kreken vormen nu het natuurgebied krekengebied Ouwerkerk dat beheerd wordt door Staatsbosbeheer.

## Externe link

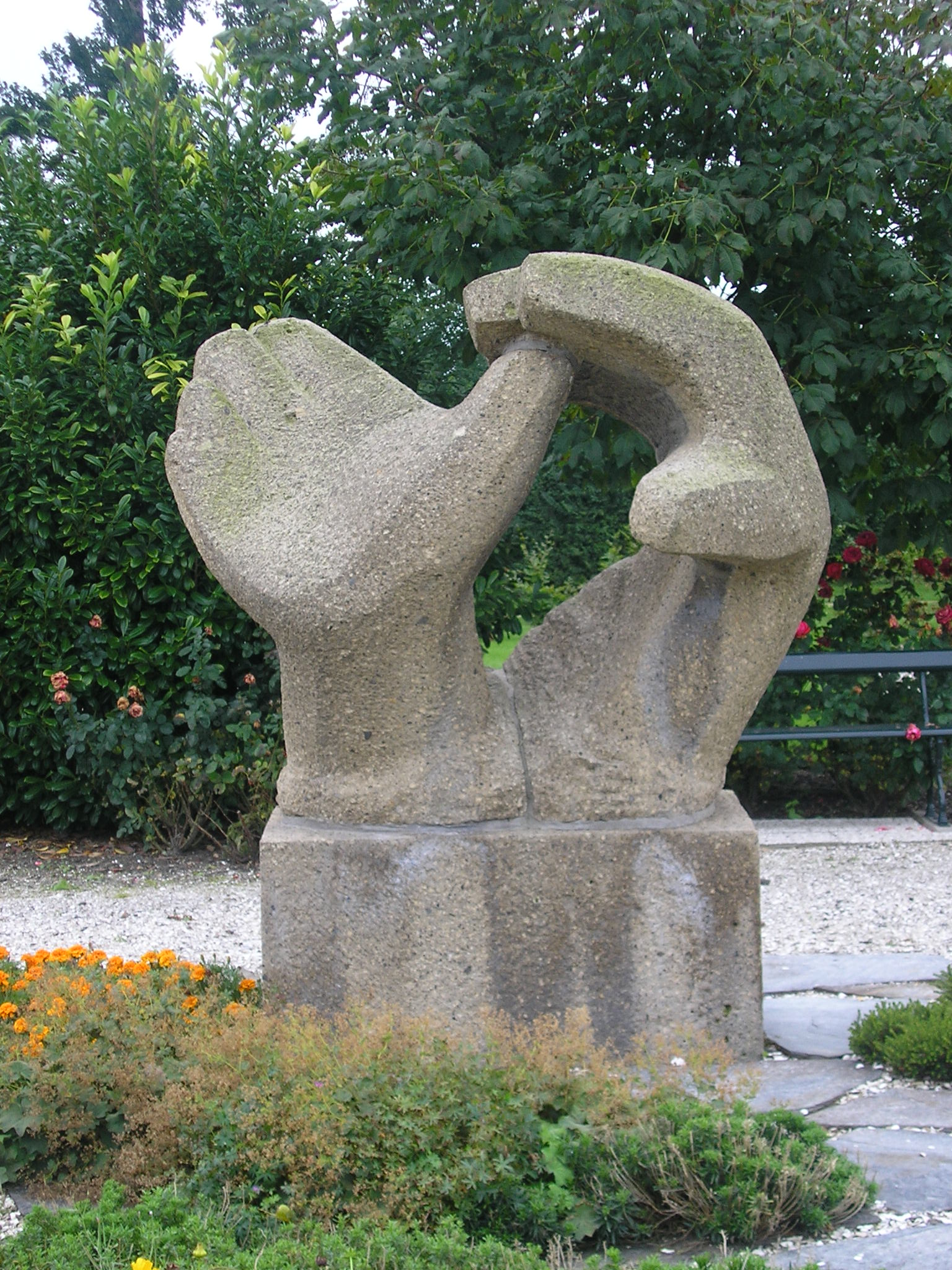
Monument Watersnoodramp 1953 op begraafplaats.
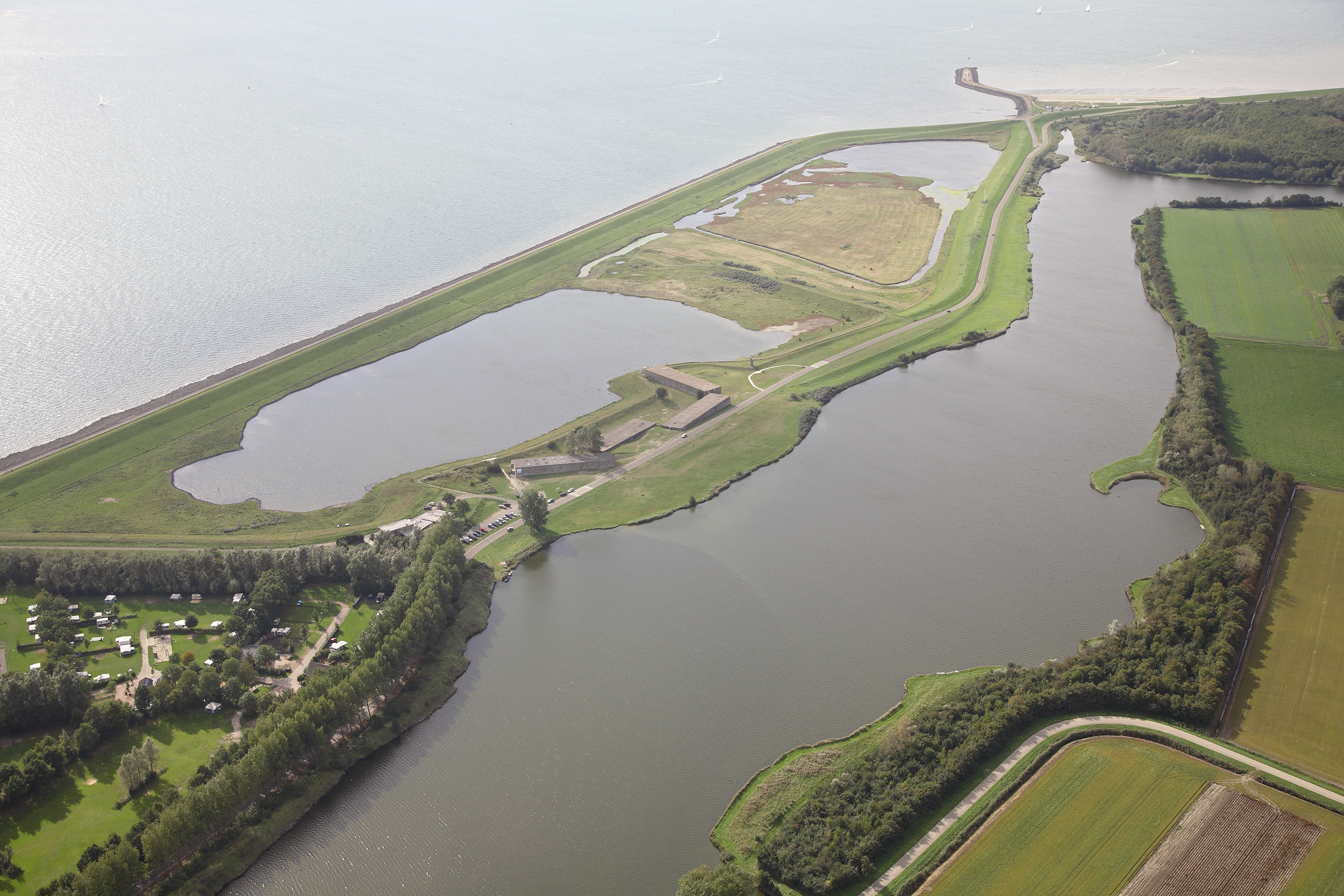
Caissons en kreken bij Ouwerkerk
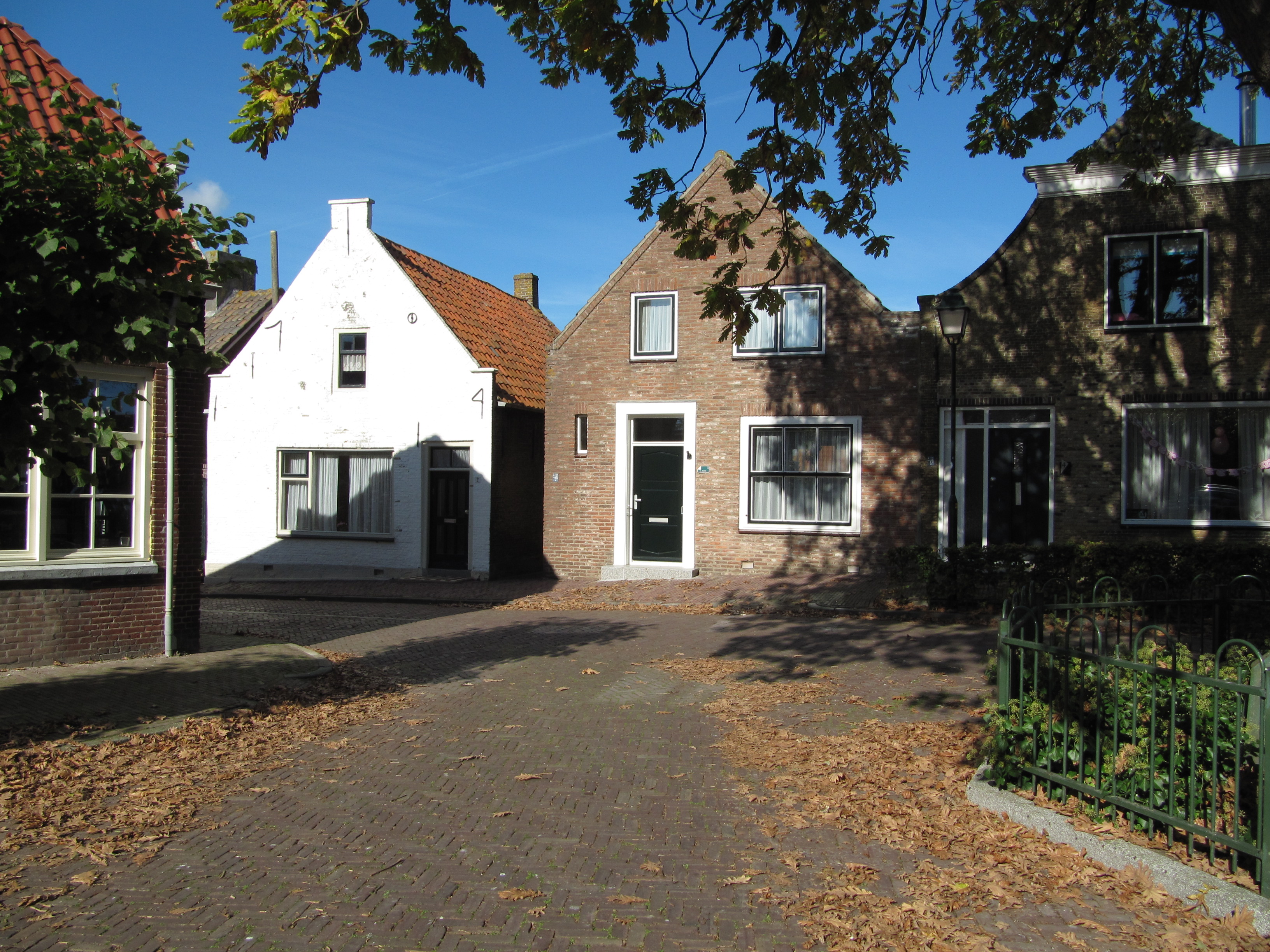
Ring met huizen
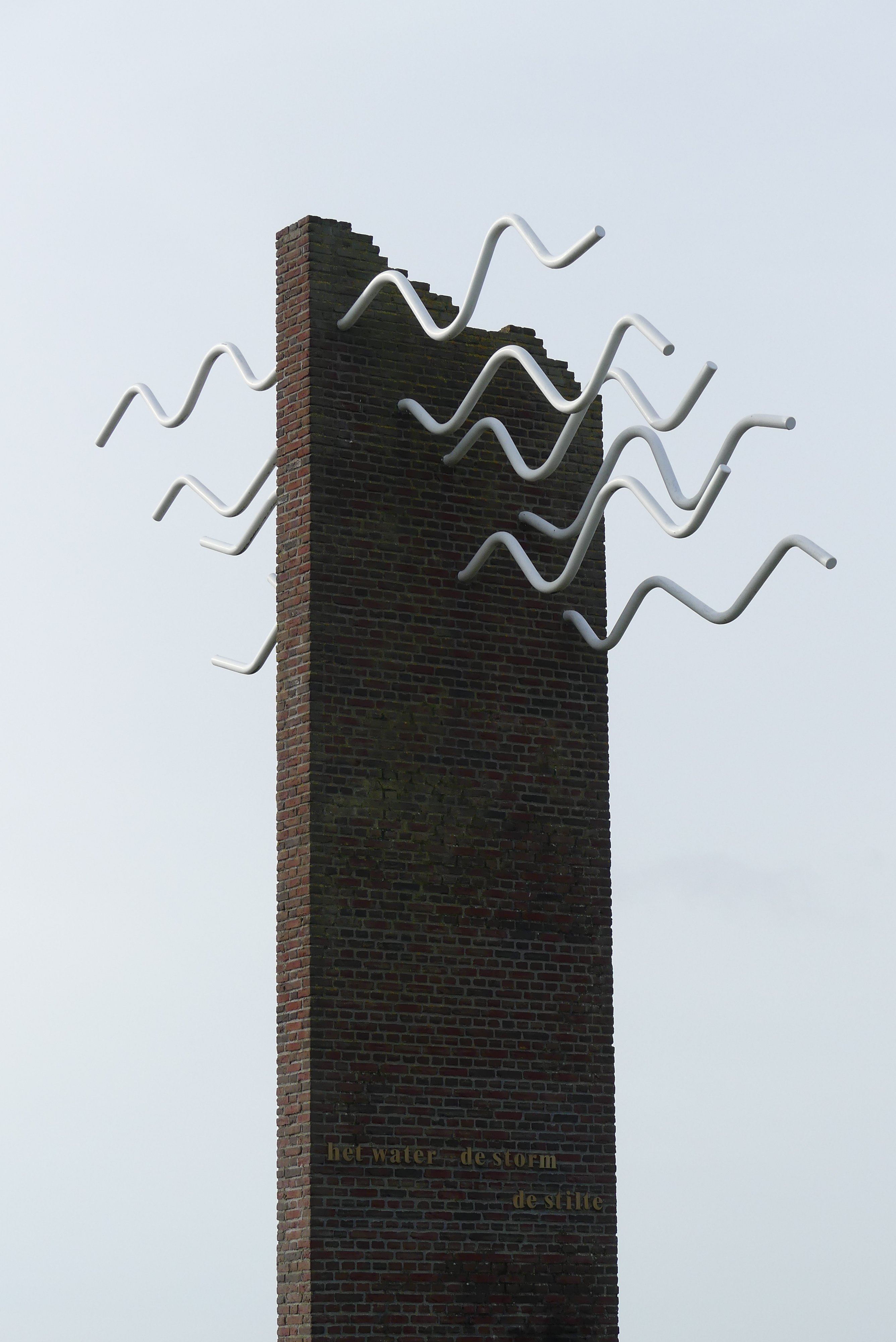
Watersnoodmonument van Gust Romijn